# L'amour chante
Pour plus de détails, voir Fiche technique et Distribution.
L'amour chante est un film français réalisé par Robert Florey, sorti en 1930.

## Synopsis
Claude Merlerault, un professeur de grammaire, est amené, pour sauver l'honneur d'une dame, Mme Lherminois, a se faire passer pour un professeur de chant. L'imposture va le conduire chez Mr Crespin, un vrai professeur de chant qui est aussi le père d'une jeune fille charmante dont il tombe amoureux.

## Fiche technique
- Titre original : L'amour chante
- Réalisation : Robert Florey
- Scénario : Robert Florey, Carl Boese, Walter Hasenclever, Jacques Bousquet, d'après la nouvelle L'amour chante de Jacques Bousquet et Henry Falk
- Photographie : Otto Kanturek et Eduard Hoesch (de)
- Décors : Marc Allégret et Julius von Borsody
- Production : Pierre Braunberger
- Société de production : Les Établissements Braunberger-Richebé
- Pays d'origine : France
- Format : Noir et blanc - 35 mm - 1,37:1
- Genre : comédie
- Durée : 85 minutes
- Date de sortie : 21 novembre 1930
- Affiche : Jean-Adrien Mercier

## Distribution
- Yolande Laffon : Mme Lherminois
- Pierre Bertin : Claude Merlerault
- Janine Merrey : Loulou Darling
- Baron fils : M. Lherminois
- Saturnin Fabre : M. Crespin
- Fernand Gravey : Armand Petitjean
- Josseline Gaël : Simone Crespin
- Marcelle Monthil : Mlle Bouclier
- Maryanne[1] : une mère d'élève
- Florelle
- Nicole de Rouves
- Jim Gérald
- Renée Montel
- Henri Lesieur